# 練馬区立立野小学校
練馬区立立野小学校（ねりまくりつ たてのしょうがっこう）は、 東京都練馬区にある公立小学校。1962年（昭和37年）創立。
教育目標は、『あたたかい心をもつ』『すすんで学ぶ』『つよい体をつくる』の3つである。
玄関ホールに剥製のシロクマが展示されており、生徒の間で親しまれている。

## 学校概要
- 学校長：米田 典子（よねだ のりこ）（第16代）[3]
- 学級数：18学級（1-6年 合計）（2025年度）[3]
- 児童数：男女合計524名 （2025年度）[3]

## 施設概要
施設は校舎(南校舎+北校舎) と屋内運動場(体育館)・プールの4つで構成されている。

### 校舎及びプールの建て替え
1995年に屋内運動場を改築したが、校舎及びプールは築60年を経過しており老朽化が進んでいるため、改築を実施することになった。
2024年11月13日、学校が建て替えの計画を発表した。それによると、工事は2025年11月に着工し、STEP3（新校舎完成）は2028年11月に完成する。その後STEP4（プール解体・建設）STEP5（仮設校舎解体）STEP6.7（グラウンド整備）の後、全体の竣工が2030年の予定。

### 南校舎

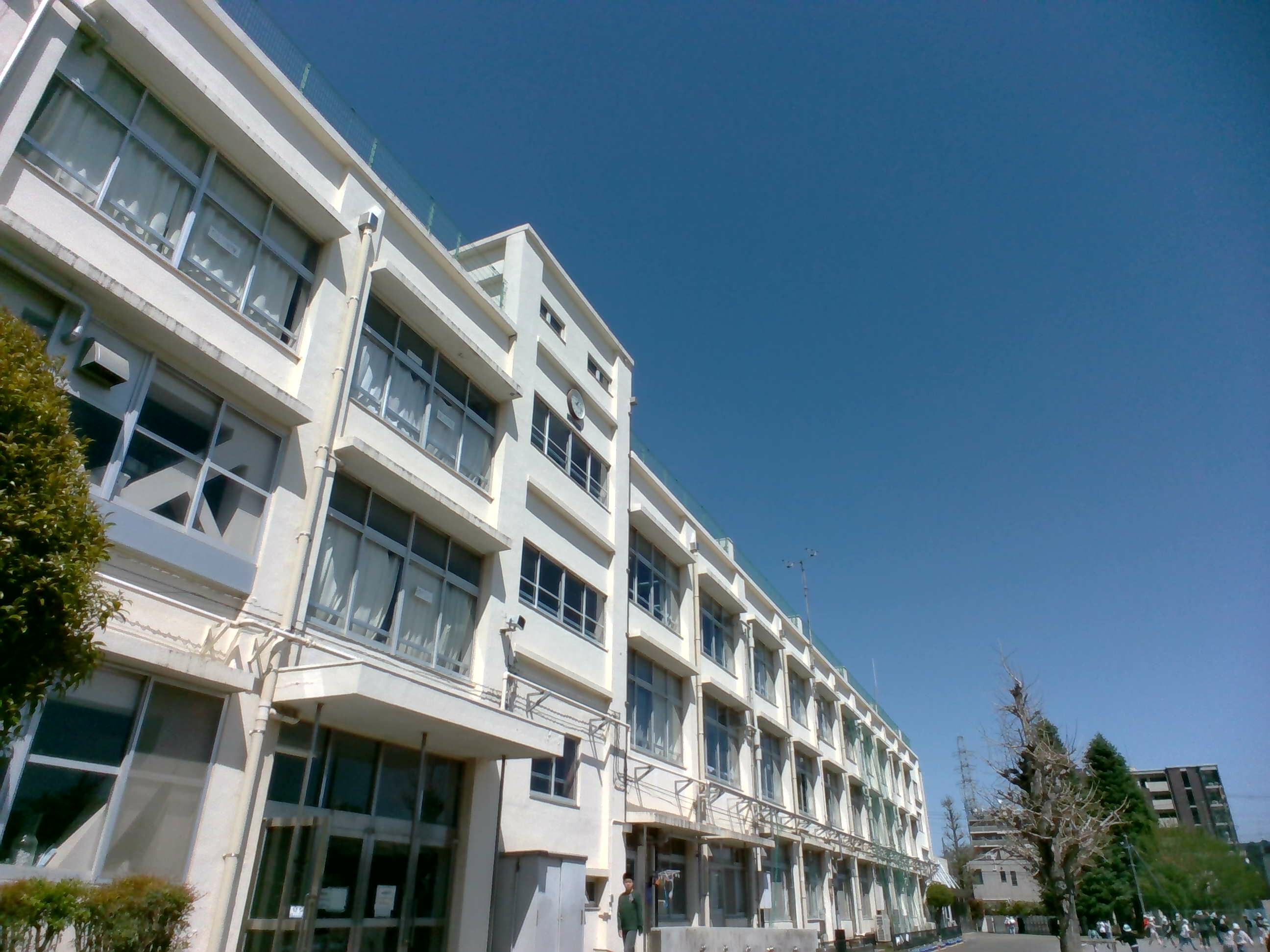
南校舎（校舎南側から撮影）

施設の中で一番古い。1962年竣工。
- 階数：地上3階
- エレベーター数：1基
- 竣工：1962年3月31日
- 備考：第一期工事・第二期工事で竣工。

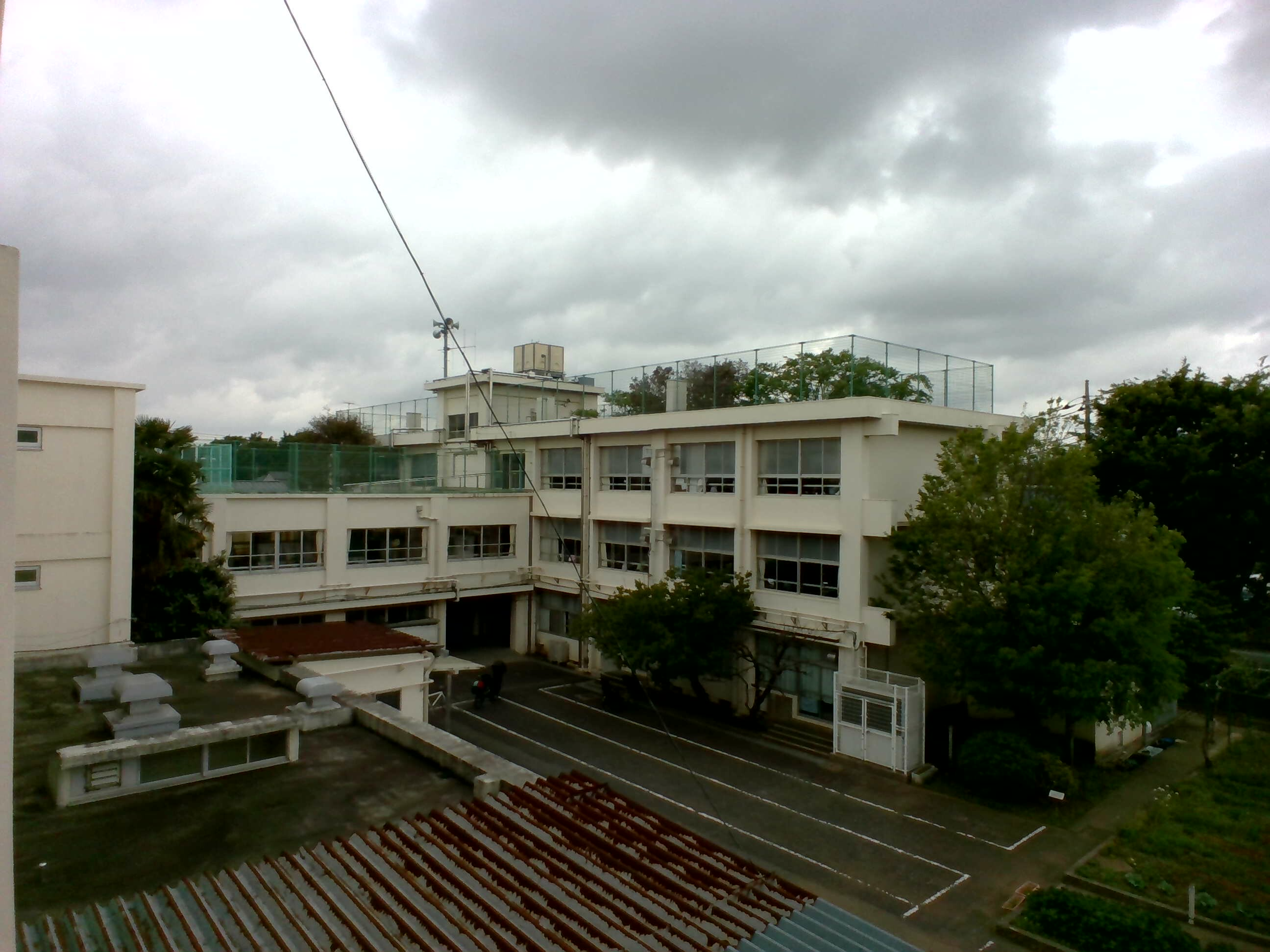
南校舎（校舎南側から撮影）

### 北校舎
1975年に3番目の施設として竣工。
- 階数：地上3階
- エレベーター数：なし
- 竣工：1975年1月30日
- 備考：第三期・第四期工事で竣工。

- 北校舎（南校舎3階から撮影）

### 屋内運動場（体育館）
二代目の体育館。主に集会・体育の学習に使われる。
- 階数：地上2階
- エレベーター数：なし
- 竣工：1995年
- 備考：放送設備あり(2024年改修)。

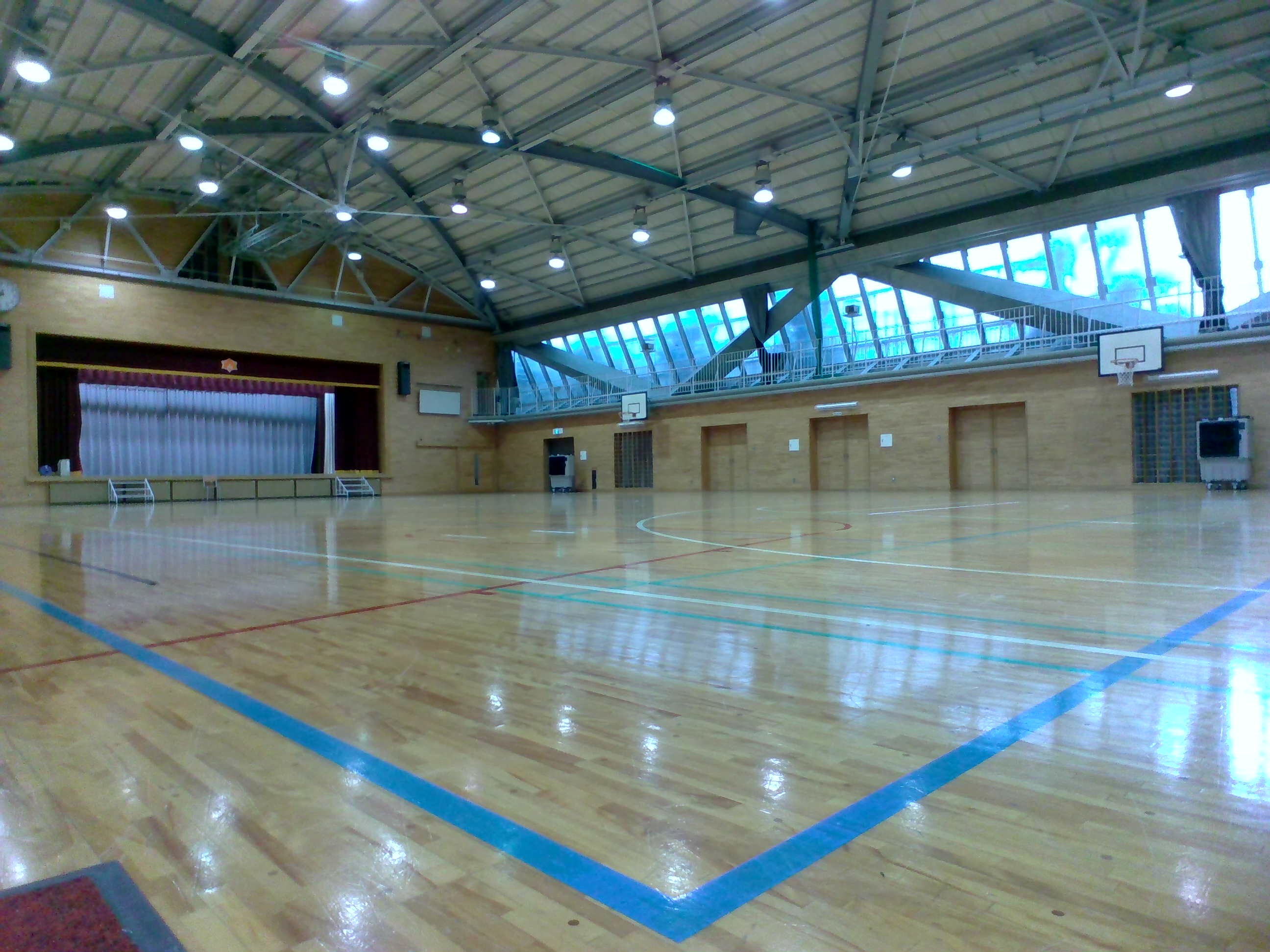
屋内運動場（体育館）内部
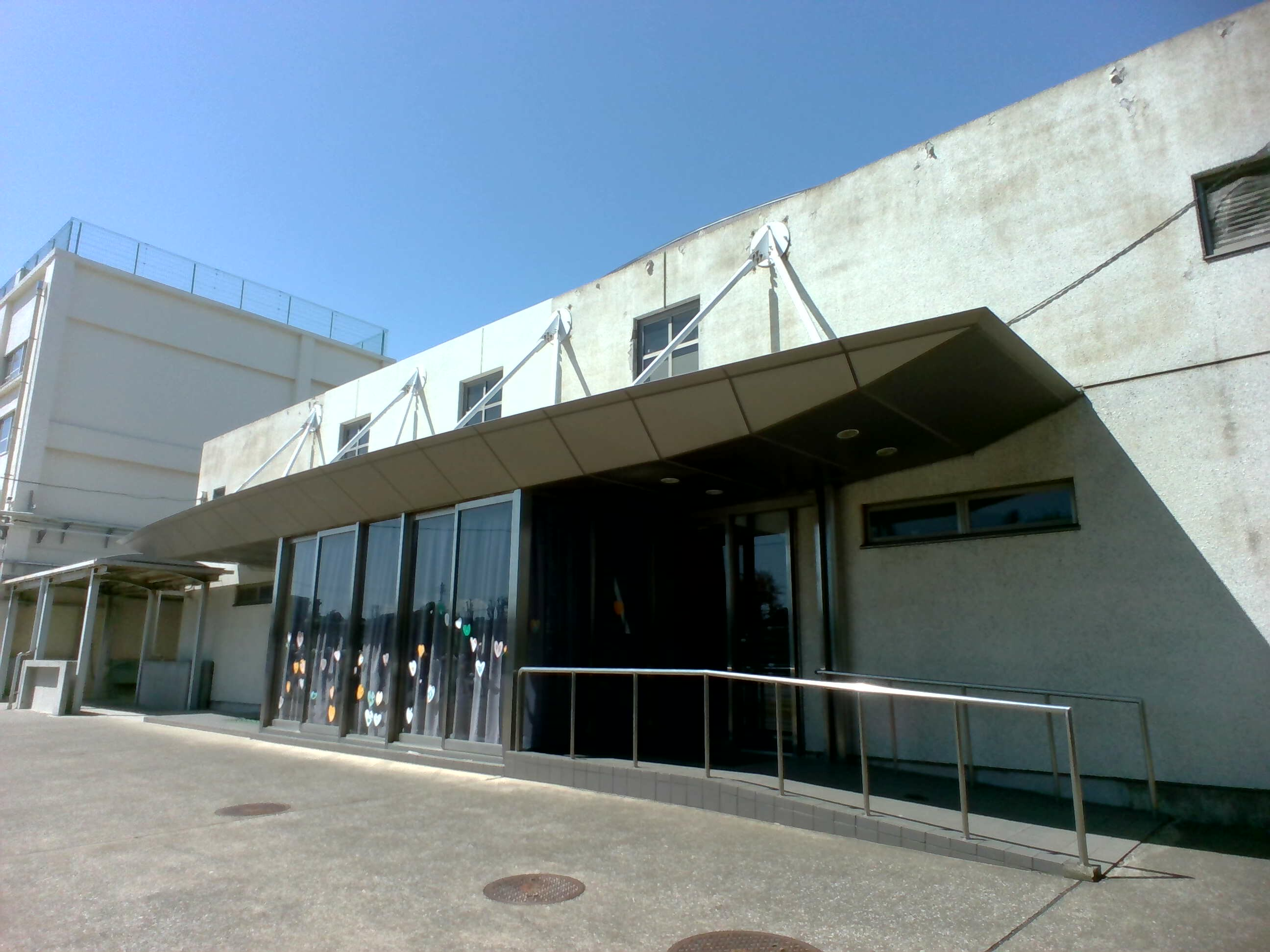
屋内運動場（体育館）外観

### プール

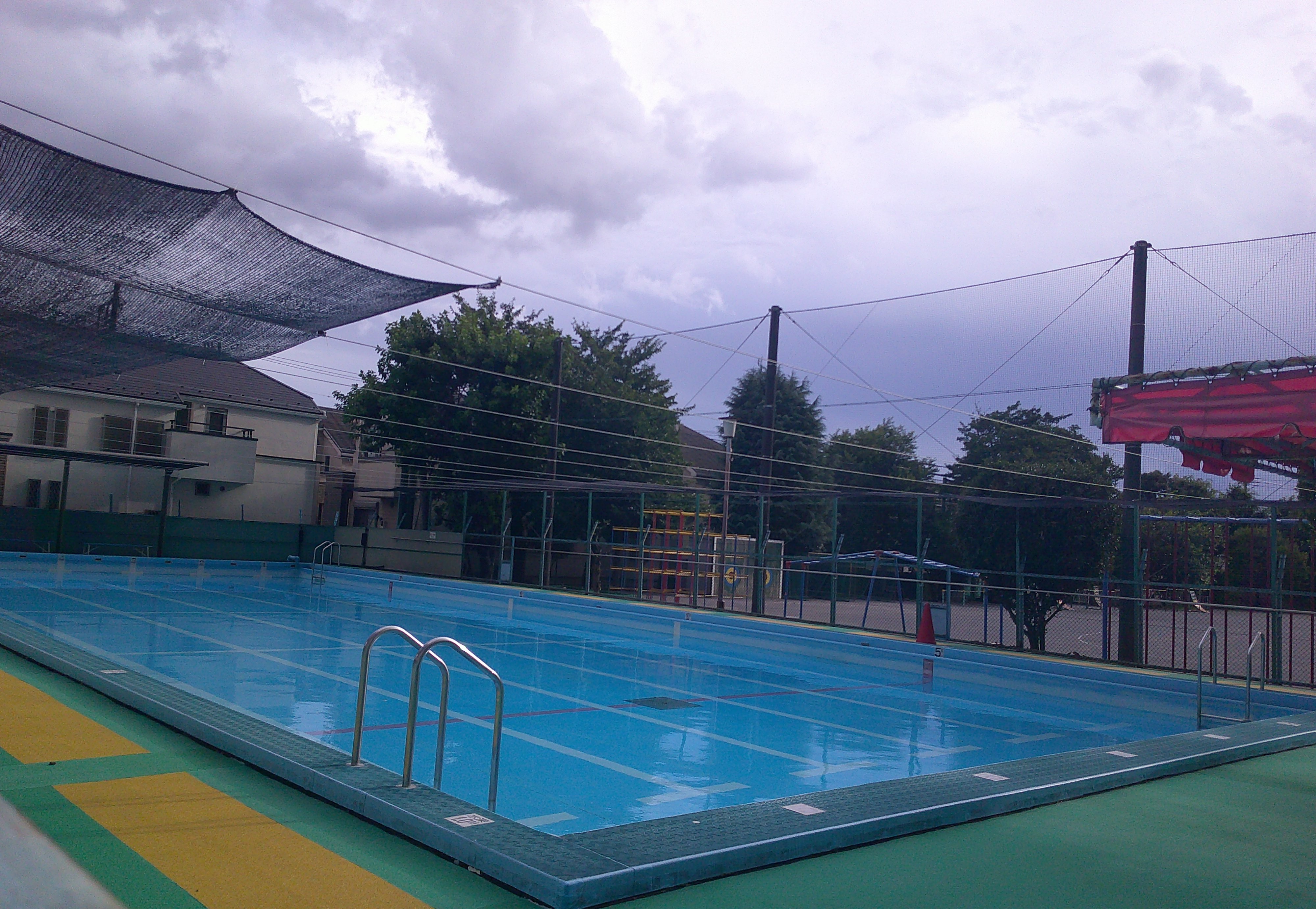
屋外プール

屋外プール。夏の水泳指導期間に使われる。
- 階数：地上1階
- エレベーター数：なし
- 竣工：1968年7月13日
- 備考：放送設備あり。

- 屋外プール

## 沿革
出典は個別に提示されたものを除き、右記のものを使用する。
- 1962年
  - 3月31日 - 第1期校舎竣工
  - 4月1日
    - 立野小学校開校
    - 初代・唐澤真一校長着任

  - 6月1日 - 開校式挙行 この日を開校記念日と制定
- 1963年
  - 2月23日 - 第2期校舎竣工・校章制定
  - 8月30日 - 校庭舗装完了
- 1968年
  - 3月9日 - 校舎 体育館落成式挙行
  - 4月1日 - 第2代 木島真二校長着任
  - 7月13日 - プール竣工
- 1971年
  - 4月1日
    - 自校方式給食開始
    - 第3代 杉山愛子校長着任

  - 12月25日 - 第3期校舎竣工
- 1972年
  - 2月14日 - 練馬区教育研究校として理科研究発表会を開催
  - 6月20日 - 校旗・校歌制定記念発表会を開催
- 1974年3月18日 - 第4期校舎竣工
- 1975年
  - 1月30日 - 第5期校舎竣工
  - 2月15日 - 練馬区教育研究校として「読書活動」研究発表会を開催
  - 3月17日 - 築山を「立野山」と命名
- 1976年4月1日 - 第4代 三澤守男校長着任
- 1979年
  - 4月1日 - 第5代 高橋儀一校長着任
  - 8月24日
    - 教室にカラーテレビ設置
    - 校庭にスプリンクラー設置
- 1983年
  - 4月1日 - 第6代 仙頭澄夫校長着任
  - 10月29日 - 三宅島見舞金を送る
- 1985年2月21日 - 「よい歯の学校表彰」を受賞
- 1986年4月1日 - 第7代 坪川正次校長着任
- 1987年10月22日 - 練馬区教育研究校として体育科研究発表会を開催
- 1988年8月25日 - アスベスト撤去工事完了
- 1989年
  - 4月1日 - 第8代 武藤貞子校長着任
  - 10月17日 - 天井及び照明設備改修工事完了
- 1992年
  - 4月1日 - 第9代 滝澤文陽校長着任
- 1993年
  - 3月16日 -  陶芸小屋工事完了
  - 9月8日 - 給食室改修工事完了
  - 9月22日 - ガスFF暖房設備工事完了
- 1995年10月27日 - 体育館落成記念集会
- 1996年4月1日 - 第10代 岡克彦校長着任
- 1999年
  - 1月6日 - 図書室空調工事完了
  - 3月8日 - プール改修工事完了
  - 8月30日 - 耐震工事完了
- 2000年
  - 2月1日 - パソコン設置完了
  - 4月1日 - 第11代 山本泰成校長着任
  - 4月18日 - 「人権の花」種まき
- 2001年8月1日 -  パソコン インターネット接続完了
- 2005年2月7日 - 緊急通報システム設置
- 2006年4月1日 - 第12代 上田悟司校長着任
- 2007年8月31日 - 屋上防水・外壁塗装工事完了
- 2009年
  - 3月31日 - 校庭の一部芝生化完了
  - 9月1日 - 通常教室エアコン設置完了
- 2010年3月1日 - 第13代 岡本昌子校長 着任
- 2011年4月1日 - 東京都スポーツ教育推進校に指定
- 2012年
  - 4月1日 - 練馬区教育研究校に指定
- 2013年12月6日 - 練馬区教育研究校として国語科研究発表会を開催
- 2014年
  - 8月31日 - 特別教室・給食調理室エアコン設置工事完了
  - 10月31日 - 南校舎トイレ改修工事完了
- 2015年4月1日 - 第14代 池上育志校長着任
- 2016年
  - 4月1日
    - 練馬区教育課題研究指定校に指定
    - 東京都アクティブライフ研究実践校に指定
    - 東京都オリンピック・パラリンピック教育推進校に指定
- 2017年
  - 4月1日 - 東京都小学校体育研究会研究推薦校に指定
  - 10月12日 - 水飲栓直結給水化工事完了
  - 10月27日 - 研究発表会（タテノンピック公開・公開授業・研究発表会）を実施
- 2018年
  - 8月31日 - 防火設備（防火扉）改修工事完了
  - 11月1日 - 研究発表会（タテノンピック公開・公開授業・研究発表会）を実施
- 2019年
  - 4月1日
    - 第15代 幅健司校長 着任
    - 国立教育政策研究所教育課程研究指定校に指定
- 2020年9月1日 - 通常教室電子黒板設置設置完了[1]
- 2021年
  - 1月21日 - 国立教育政策研究所教育課程研究指定校研究発表会を開催(オンライン)[7]
  - 2月24日 - 1人1台タブレット配布[1]
- 2024年4月1日 - 特別教室電子黒板更新完了[1]
- 2025年
  - 1月24日 - 練馬区教育委員会教育課題研究指定校研究発表会を開催[8]
  - 4月1日 - 第16代 米田典子校長着任[3]

## 通学地域
出典は右記のものを使用する。
- 関町南2丁目・3丁目
- 立野町

## 近隣施設
※は小中一貫教育グループ。
- 練馬区立石神井西中学校 ※
- 練馬区立関町図書館
- 練馬区立関町小学校 ※
- 武蔵関駅
- 吉祥寺駅
- 練馬区立石神井西小学校 ※
- 練馬立上石神井体育館